# Natação no Campeonato Europeu de Esportes Aquáticos de 2012 - 50 m peito feminino
A prova dos 50 metros peito feminino da natação no Campeonato Europeu de Esportes Aquáticos de 2012 ocorreu nos dias 26 e 27 de maio em Debrecen na Hungria. 

## Calendário
| Fase          | Data       | Hora  |
| ------------- | ---------- | ----- |
| Eliminatórias | 26 de maio | 09:30 |
| Semifinal     | 26 de maio | 17:20 |
| Final         | 27 de maio | 17:09 |

Todos os horários estão no horário local (UTC+1)

## Recordes
Antes desta competição, os recordes eram os seguintes:
| Recorde mundial       | Jessica Hardy  | 29.80 | Federal Way | 7 de agosto de 2009  |
| Recorde europeu       | Yuliya Efimova | 30.09 | Roma        | 2 de agosto de 2009  |
| Recorde do campeonato | Yuliya Efimova | 30.29 | Budapeste   | 15 de agosto de 2010 |

## Medalhistas
| Ouro                | Prata                  | Bronze                |
| Petra Chocová (CZE) | Sycerika McMahon (IRL) | Caroline Ruhnau (GER) |

## Resultados

### Eliminatórias
Esses foram os resultados das eliminatórias. 
| Pos. | Bateria | Raia | Nadadora                  | Nacionalidade        | Tempo | Notas |
| ---- | ------- | ---- | ------------------------- | -------------------- | ----- | ----- |
| 1    | 3       | 4    | Petra Chocová             | Chéquia              | 31.38 | Q,    |
| 2    | 4       | 4    | Caroline Ruhnau           | Alemanha             | 31.44 | Q     |
| 3    | 5       | 5    | Sycerika McMahon          | Irlanda              | 31.65 | Q     |
| 4    | 5       | 3    | Valentina Artemyeva       | Rússia               | 31.83 | Q     |
| 5    | 4       | 8    | Hrafnhildur Lúthersdóttir | Islândia             | 31.85 | Q,    |
| 6    | 4       | 3    | Martina Moravciková       | Chéquia              | 31.95 | Q     |
| 7    | 3       | 5    | Concepcion Badillo Diaz   | Espanha              | 32.01 | Q     |
| 8    | 2       | 5    | Erla Dogg Haraldsdóttir   | Islândia             | 32.18 | Q     |
| 9    | 5       | 6    | Ivana Ninković            | Bósnia e Herzegovina | 32.19 | Q,    |
| 10   | 5       | 7    | Chiara Boggiatto          | Itália               | 32.19 | Q     |
| 11   | 3       | 7    | Jenna Laukkanen           | Finlândia            | 32.20 | Q     |
| 12   | 3       | 1    | Mariya Liver              | Ucrânia              | 32.27 | Q     |
| 13   | 3       | 3    | Katharina Stiberg         | Noruega              | 32.29 | Q     |
| 14   | 3       | 6    | Vanessa Grimberg          | Alemanha             | 32.29 | Q     |
| 15   | 4       | 2    | Anastasia Christoforou    | Chipre               | 32.45 | Q     |
| 16   | 3       | 2    | Ana Pinho Rodrigues       | Portugal             | 32.49 | Q     |
| 17   | 4       | 7    | Ewa Scieszko              | Polónia              | 32.55 |       |
| 18   | 5       | 2    | Anna Sztankovics          | Hungria              | 32.56 |       |
| 19   | 4       | 6    | Tjasa Vozel               | Eslovênia            | 32.59 |       |
| 20   | 4       | 5    | Lisa Fissneider           | Itália               | 32.70 |       |
| 21   | 5       | 1    | Dilara Buse Günaydin      | Turquia              | 32.78 |       |
| 22   | 5       | 8    | Zuzana Mimovicová         | Eslováquia           | 32.81 |       |
| 23   | 3       | 8    | Ceren Dilek               | Turquia              | 33.08 |       |
| 24   | 2       | 8    | Maria Georgia Michalaka   | Grécia               | 33.14 |       |
| 25   | 2       | 4    | Evelina Aizpuriete        | Letônia              | 33.11 |       |
| 26   | 2       | 3    | Tatiana Chisca            | Moldávia             | 33.18 |       |
| 27   | 1       | 4    | Raminta Dvariškytė        | Lituânia             | 33.24 |       |
| 28   | 4       | 1    | Fiona Doyle               | Irlanda              | 33.46 |       |
| 29   | 1       | 3    | Maria Harutjunjan         | Estónia              | 33.55 |       |
| 30   | 2       | 2    | Irina Novikova            | Rússia               | 33.57 |       |
| 31   | 2       | 7    | Vangelina Draganova       | Bulgária             | 33.72 |       |
| 32   | 1       | 5    | Anastasiya Malyavina      | Ucrânia              | 33.87 |       |
| 33   | 2       | 6    | Evghenia Tanasienco       | Moldávia             | 34.71 |       |
| 34   | 2       | 1    | Helena Pikhartová         | Chéquia              | 35.24 |       |
| 35   | 5       | 4    | Dorothea Brandt           | Alemanha             | DNS   |       |

### Semifinal
Esses foram os resultados das semifinais. 
Semifinal 1
| Pos. | Raia | Nadadora                | Nacionalidade | Tempo | Notas |
| ---- | ---- | ----------------------- | ------------- | ----- | ----- |
| 1    | 5    | Valentina Artemyeva     | Rússia        | 31.52 | Q     |
| 2    | 4    | Caroline Ruhnau         | Alemanha      | 31.59 | Q     |
| 3    | 3    | Martina Moravciková     | Chéquia       | 31.96 |       |
| 3    | 7    | Mariya Liver            | Ucrânia       | 31.96 |       |
| 5    | 8    | Ana Pinho Rodrigues     | Portugal      | 31.98 |       |
| 6    | 6    | Erla Dogg Haraldsdóttir | Islândia      | 32.27 |       |
| 7    | 1    | Vanessa Grimberg        | Alemanha      | 32.41 |       |
| 8    | 2    | Chiara Boggiatto        | Itália        | 32.60 |       |

Semifinal 2
| Pos. | Raia | Nadadora                  | Nacionalidade        | Tempo | Notas |
| ---- | ---- | ------------------------- | -------------------- | ----- | ----- |
| 1    | 4    | Petra Chocová             | Chéquia              | 31.44 | Q     |
| 2    | 5    | Sycerika McMahon          | Irlanda              | 31.51 | Q     |
| 3    | 6    | Concepcion Badillo Diaz   | Espanha              | 31.66 | Q     |
| 4    | 1    | Katharina Stiberg         | Noruega              | 31.84 | Q     |
| 5    | 3    | Hrafnhildur Lúthersdóttir | Islândia             | 31.95 | Q     |
| 6    | 8    | Anastasia Christoforou    | Chipre               | 31.98 |       |
| 7    | 2    | Ivana Ninković            | Bósnia e Herzegovina | 32.26 |       |
| 8    | 7    | Jenna Laukkanen           | Finlândia            | 32.26 |       |

Desempate
Foi necessário uma prova extra para determinar o último classificado a final. 
| Pos. | Raia | Nadadora            | Nacionalidade | Tempo | Notas |
| ---- | ---- | ------------------- | ------------- | ----- | ----- |
| 1    | 4    | Martina Moravciková | Chéquia       | 31.70 | Q     |
| 2    | 5    | Mariya Liver        | Ucrânia       | 32.04 |       |

### Final
Esse foi o resultado da final. 
| Pos.              | Raia | Nadador                   | Nacionalidade | Tempo | Notas            |
| ----------------- | ---- | ------------------------- | ------------- | ----- | ---------------- |
| Medalha de ouro   | 4    | Petra Chocová             | Chéquia       | 31.25 | Recorde nacional |
| Medalha de prata  | 5    | Sycerika McMahon          | Irlanda       | 31.27 | Recorde nacional |
| Medalha de bronze | 6    | Caroline Ruhnau           | Alemanha      | 31.35 |                  |
| 4                 | 2    | Concepcion Badillo Diaz   | Espanha       | 31.69 |                  |
| 5                 | 3    | Valentina Artemyeva       | Rússia        | 31.70 |                  |
| 6                 | 7    | Katharina Stiberg         | Noruega       | 31.95 |                  |
| 7                 | 8    | Martina Moravciková       | Chéquia       | 32.05 |                  |
| 8                 | 1    | Hrafnhildur Lúthersdóttir | Islândia      | 32.25 |                  |

Legenda
| Recorde mundial       | Recorde mundial (World record)               |                       | Recorde africano                      | Recorde africano (African) |                                           | Q | Classificado por posição (Qualified) |
| Recorde do campeonato | Recorde do campeonato (Championship record)  | Recorde da América    | Recorde da América (Americas)         | q                          | Classificado por melhor tempo (Qualified) |   |                                      |
| Melhor marca do ano   | Melhor marca do ano (World leading)          | Recorde asiático      | Recorde asiático (Asian)              | DNS                        | Não largou (Did not start)                |   |                                      |
| Recorde nacional      | Recorde nacional (National record)           | Recorde europeu       | Recorde europeu (European)            | DNF                        | Não terminou (Did not finish)             |   |                                      |
| Recorde pessoal       | Recorde pessoal do atleta (Personal best)    | Recorde da Oceania    | Recorde da Oceania (Oceania)          | DSQ / DQ                   | Desclassificado (Disqualified)            |   |                                      |
| Recorde da temporada  | Recorde da temporada do atleta (Season best) | Recorde sul-americano | Recorde sul-americano (South America) | NM                         | Sem marca (No mark)                       |   |                                      |